# Job Zonneveld
Job Zonneveld is een personage uit de Nederlandse soapserie Goede tijden, slechte tijden en speelt de zoon van Rik de Jong. De rol werd eerst gespeeld door Teun Kuilboer, vervolgens door Daan Roelofs. In 2015 kwam eenmalig de foto van Job, geposeerd door Jord Knotter voorbij in de GTST-app Meerdijk. Op 23 december 2015 was Knotter voor het eerst te zien als Job in dezelfde app. Op 4 januari 2016 was Knotter voor het eerst te zien als Job in de serie.

## Casting en creatie

### Achtergrond
De rol van Job werd speciaal in de serie geschreven voor acteur Teun Kuilboer. Kuilboer werd door meerdere mensen van achter de schermen vergeleken met Ferri Somogyi die de rol van Rik de Jong vertolkte. De twee zouden veel op elkaar lijken en ze vonden dat ze daar iets mee moesten doen. Kuilboer werd daarom in de serie geschreven als de zoon van Rik. Na anderhalf jaar verliet Kuilboer onverwacht de serie voor zijn rol in de film Volle Maan. Aangezien de schrijvers al voor een langere periode een verhaallijn omtrent Job (en wat toen nog niet bekend was buiten de productie om, tevens die van het aanstaande vertrek van Rik) in gedachten hadden, werd de rol van Job hierna ingevuld door Daan Roelofs. Roelofs zou voor slecht paar maanden te zien zijn, dit stond bij de casting al vast.
In 2016 werd Jord Knotter gecast als de nieuwe Job. Knotter was oorspronkelijk geen eerste keuze, maar door zijn interactie met zijn tegenspeelster Barbara Sloesen als Anna Brandt werd hij toch gecast.

### Acteurgeschiedenis
Teun Kuilboer
Contract: 11 januari 2001–15 mei 2002
Daan Roelofs
Contract: 17 mei 2002–15 november 2002
Gastrol: 11–13 februari 2003
Jord Knotter
Gastrol: 23 december 2015 en 1 januari 2016 (in de "Meerdijk"-app)
Contract: 4 januari 2016–1 november 2017

## Verhaallijnen

### 2001-2003

#### Het weerzien van verloren vader Rik
Job is de zoon van Rik de Jong, maar heeft tot zijn zestiende levensjaar bij zijn moeder Nathalie Zonneveld gewoond. In het GTST-seizoen uit 2001 ontdekt Rik pas dat zijn jeugdvriendin Nathalie destijds zwanger van hem was en uiteindelijk in het diepste geheim het leven heeft geschonken aan Job. Als Rik op de begrafenis van Jobs moeder Nathalie komt ontdekt hij dat hij een zoon heeft. 
Job is erg opgetogen over het weerzien met zijn lang uit het oog verloren vader, Rik, dit in tegenstelling tot zijn vader die erg terughoudend is. Ondanks de meningsverschillen groeien Rik en Job naar elkaar toe en er ontstaat een hechte band tussen hen. Desondanks trekt Job later in bij meneer Harmsen. In deze periode kent de liefde van Job pieken en dalen. Zo krijgt hij een korte verhouding in de klas met de populaire Nikki. Ook wordt hij verliefd op aantrekkelijke Isabella, die hem na enig geflikflooi uiteindelijk afwijst.

#### Geldproblemen en drugsdealtjes
Op financieel gebied raakt Job in de financiële problemen. Ondanks dat hij van zijn moeder een aanzienlijke bedrag heeft geërfd, is zijn saldo niet toereikend genoeg om een grafsteen voor zijn moeder te kopen omdat hij al het geërfde geld al uitgegeven heeft. Daarnaast is Job als puber niet vies van een jointje en sluit daarom een aantal lonende drugsdealtjes. In deze periode raakt meneer Harmsen ook verkikkerd aan wiet met de nodige gevolgen op de bruiloft van Jef en Barbara. Door de drugswereld komt Job in contact met de onbetrouwbare zakenman Marco om een lening te krijgen welk hem verder in de problemen brengt. Job wordt ontvoerd door criminelen en gedwongen om een dosis drugs naar Singapore te smokkelen. Rik springt in de bres en is uiteindelijk de pineut in het bijzijn van Anita wanneer hij in Singapore in de cel wordt gegooid. Job blijft met schuldgevoelens achter en waant zijn vader dood.

#### Vertrek naar Nieuw-Zeeland
Wanneer Rik later uiteindelijk toch in leven blijkt, besluit Job dat hij definitief bij zijn vader wil blijven. Samen wordt Rik met zijn grote liefde Anita herenigd. Dan verhuist de inmiddels volwassen Job naar Nieuw-Zeeland. Niet veel later besluit zijn stiefmoeder Anita samen met Rik en dochter Rikki in 2003 om, Job achterna, er naartoe te verhuizen om een nieuw leven te beginnen. Wanneer Rik en Anita later door onenigheid gaan scheiden in 2006. Reist Anita samen met Jobs zusje Rikki terug naar Nederland. Vervolgens zou Rik niet veel later zijn ex-vrouw achterna reizen en blijft Job in Nieuw-Zeeland alleen achter waar hij inmiddels een baan heeft gevonden.

### 2016-2017

#### Terugkeer naar Meerdijk
In januari 2016 wordt Rik vervroegd vrijgelaten uit de gevangenis vanwege de moord van Mike Brandt. Job wordt op de hoogte gebracht van Riks vrijlating en duikt na jaren van reizen weer op in Meerdijk. Gedurende deze wereldreis heeft Job in Laos een verhouding gehad met Anna Brandt. Job en Anna staan perplex wanneer ze elkaar na jaren weerzien en Job koestert nog steeds gevoelens voor Anna, maar zij heeft op dat moment al een relatie met Wiet. Wanneer Anna en Wiet uit elkaar gaan, mede door het feit dat Anna steeds meer gevoelens krijgt voor Job, krijgen Job en Anna een relatie. Hun relatie kent vele ups en downs. Wanneer Job een succesvolle kookvlogger wordt, lijkt de roem naar zijn hoofd te stijgen en vindt hij geld belangrijker dan zijn afspraken met Anna. Ook besluiten ze meer spanning te zoeken in de slaapkamer door middel van trio's, maar Job denkt dat hij ook zonder Anna met deze meisjes mag afspreken. Job breekt keer op keer Anna's vertrouwen. Als Anna kort daarna er ook achter komt dat ze zwanger is, blijkt Job echter geen kinderen te willen, dat is volgens hem niet voor hem uitgevonden. Anna vertelt daarom niet dat ze zwanger is en een abortus kan ze niet over haar hart verkrijgen. Met veel verdriet vertrekt Anna met de noorderzon terug naar haar ouders.
Job is kapot van verdriet en snapt er niks van. Hij kan het allemaal niet helemaal beseffen en duikt met meerdere verschillende vrouwen in bed als Aysen Baydar en Zoë Xander. 
Wanneer Sam per ongeluk verklapt over Anna's zwangerschap besluit Job direct contact te zoeken met haar, maar zonder succes. Job besluit zijn spullen te pakken en zijn verantwoordelijkheid voor zijn ongeboren dochter te nemen en vertrekt naar Dubai.

## Relaties
- Nikki (relatie, 2001)
- Isabella Kortenaer (relatie, 2001–02)
- Gladys Bloem (zoen, 2001)
- Anna Brandt (one-night-stand, 2014)
- Sjors Langeveld (affaire, 2016)
- Anna Brandt (relatie, 2016–17)
- Aysen Baydar (one-night-stand, 2017)
- Zoë Xander (affaire, 2017)
- Anna Brandt (relatie/getrouwd, 2017–)